# 银光站 (黄海南道)
银光站（韓語：은빛역）是位于朝鮮民主主義人民共和國黃海南道白川郡的一個鐵路車站。屬於白川線。

## 邻近车站
白川線
白川站 - 银光站